# ساو غونسالو دو سابوكاي
ساو غونسالو دو سابوكاي (بالبرتغالية: São Gonçalo do Sapucaí‏)؛ بلدية في ولاية ميناس جيرايس في المنطقة الجنوبية الشرقية من البرازيل.